# Sankt Vith
Sankt Vith (en francés Saint Vith, en valón Sint Vino y en luxemburgués Sankt Vaït) es un municipio belga de la provincia de Lieja en la región valona, comunidad germanófona de Bélgica.

## Geografía
Se encuentra ubicada al sureste del país, cerca del macizo de las Ardenas y las fronteras con Alemania y Luxemburgo y esta bañada por el río Our.

### Secciones del municipio
El municipio comprende los antiguos municipios, que se fusionaron en 1977:
| - Sankt-Vith - Recht - Schönberg - Lommersweiler - Crombach |

### Pueblos y aldeas del municipio
Alfersteg, Amelscheid, Andler, Atzerath, Breitfeld, Eiterbach, Galhausen, Heuem, Hinderhausen, Hünningen, Neidingen, Neubrück, Neundorf, Niederemmels, Oberemmels, Rödgen, Rodt, Schlierbach, Setz, Steinebrück, Wallerode, Weppeler, Wiesenbach.

## Demografía

### Evolución
Todos los datos históricos relativos al actual municipio, el siguiente gráfico refleja su evolución demográfica, incluyendo municipios después de efectuada la fusión el 1 de enero de 1977.

## Historia

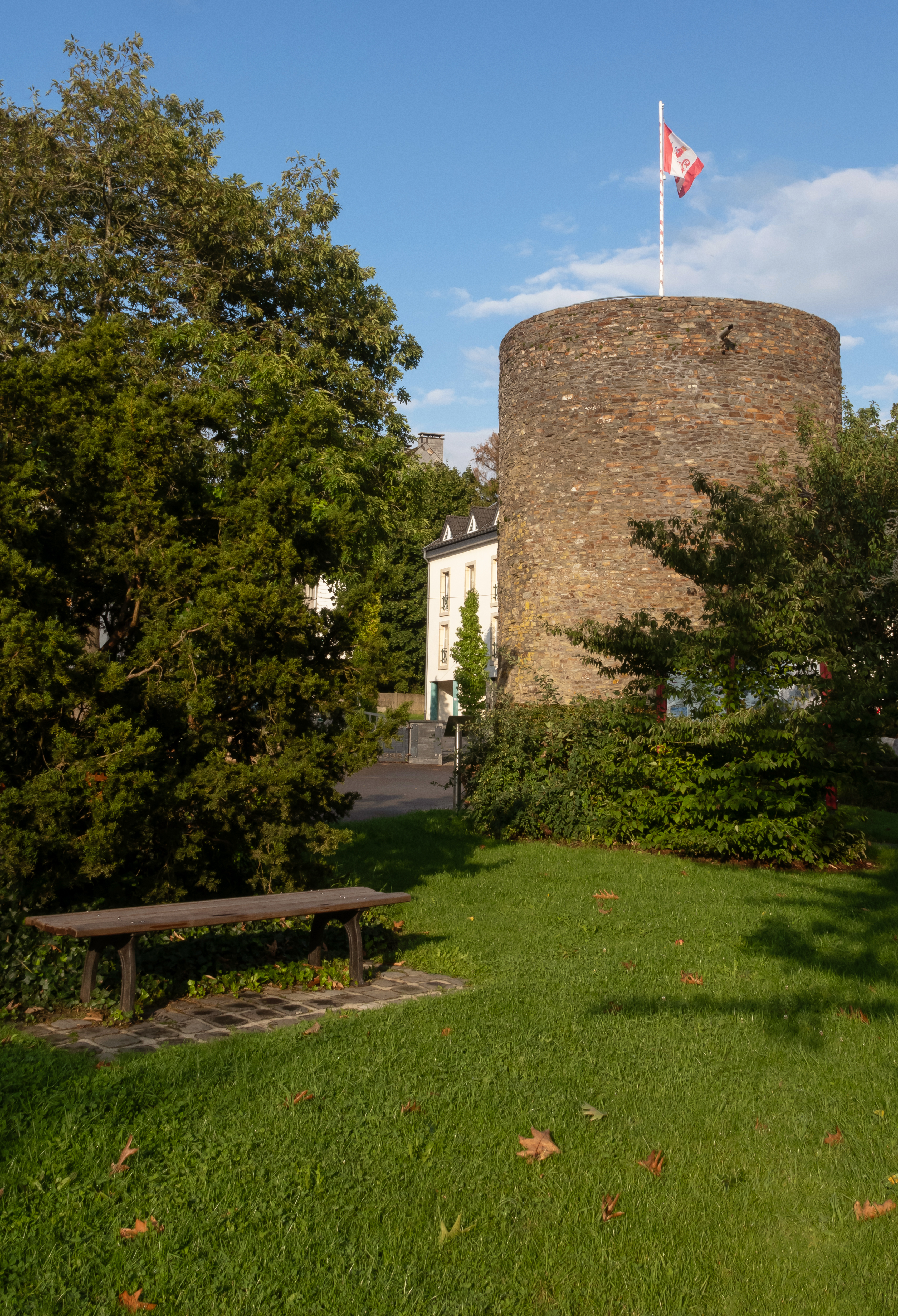
La torre: la Büchel Turm

Sankt-Vith fue un mercado importante de la región en el siglo XII y recibió la carta comunal en 1350. La villa fue quemada en 1543 por las tropas de Julich, 1602 por los neerlandeses y en 1689 por el ejército francés. Formó parte del Ducado de Luxemburgo hasta 1795 cuando es anexionada a Francia, con la derrota de Napoleón I. El Congreso de Viena (1815) la atribuye a Prusia. Formó parte de la Renania prusiana hasta que fue atribuida con el resto de la comunidad germanòfona a Bélgica por el Tratado de Versalles de 1919, en compensación por los daños de guerra tras la Primera Guerra Mundial.
Ocupada por Alemania el 10 de mayo de 1940 y liberada por las tropas estadounidenses el 13 de septiembre de 1944. Como que era una importante estación y centro de reparación de ferrocarriles, fue un punto estratégico en la batalla de las Ardenas. Fue defendida por el Ejército de Estados Unidos durante unos días del contraataque alemán, y volvió a ser ocupada por la Wehrmacht tras su retirada el 21 de diciembre. Los Aliados bombardearon brutalmente la ciudad el 25 y 26 de diciembre de 1944 y la destruyeron en un 95 %. El 23 de enero de 1945 las ruinas de la población serían recuperadas definitivamente por las tropas aliadas. La torre Büchel es hoy el único vestigio de antes de la guerra y se encuentra en el centro de la ciudad.

## Personajes ilustres
- Silvio Gesell (1862-1930), economista alemán.
- Bruno Thiry (1962-), piloto de rallys.
- Thierry Neuville (1988-), piloto de rallys.